# Тарасівка (Ічнянська міська громада)
Тара́сівка —  село в Україні, в Ічнянській міській громаді Прилуцького району Чернігівської області. Населення становить 29 осіб. До 2017 року орган місцевого самоврядування — Ольшанська сільська рада.

## Географія
Село Тарасівка знаходиться на відстані 1,5 км від села Ольшана. До села примикає лісовий масив (дуб).
Поруч проходить автомобільна дорога Т 2524.